# Octave Mirbeau (escultura)
Octave Mirbeau es un altorrelieve en yeso con el perfil del escritor Octave Mirbeau, realizado por el artista Auguste Rodin en 1895 en Francia.

## Origen
Mirbeau conoció el trabajo artístico de Auguste Rodin gracias a la Edad de Bronce y a La puerta del Infierno. Estrecharon vínculos intelectuales y afectivos. El escritor visitó con frecuencia el taller de Rodin y publicó la primera descripción de La puerta del Infierno en la revista La France. En dicha descripción, enalteció el tratamiento y representación de la figura humana cuyos músculos en tensión obedecen a la pasión y a los impulsos del alma. 
Rodin mostró en varias ocasiones gratitud hacia el escritor quien desempeñó el importante papel de promotor de su obra: "Tú has hecho todo en mi vida, y tú has hecho el éxito".
Mirbeau murió el 16 de febrero de 1917, unos meses antes que Auguste Rodin.
Rodin realizó un altorrelieve en yeso con el perfil del escritor. La pieza pertenece a la colección de Museo Soumaya. Fundación Carlos Slim.